# Hyphydrus distinctus
Hyphydrus distinctus är en skalbaggsart som beskrevs av Aubé 1838. Hyphydrus distinctus ingår i släktet Hyphydrus och familjen dykare. Inga underarter finns listade i Catalogue of Life.

## Bildgalleri

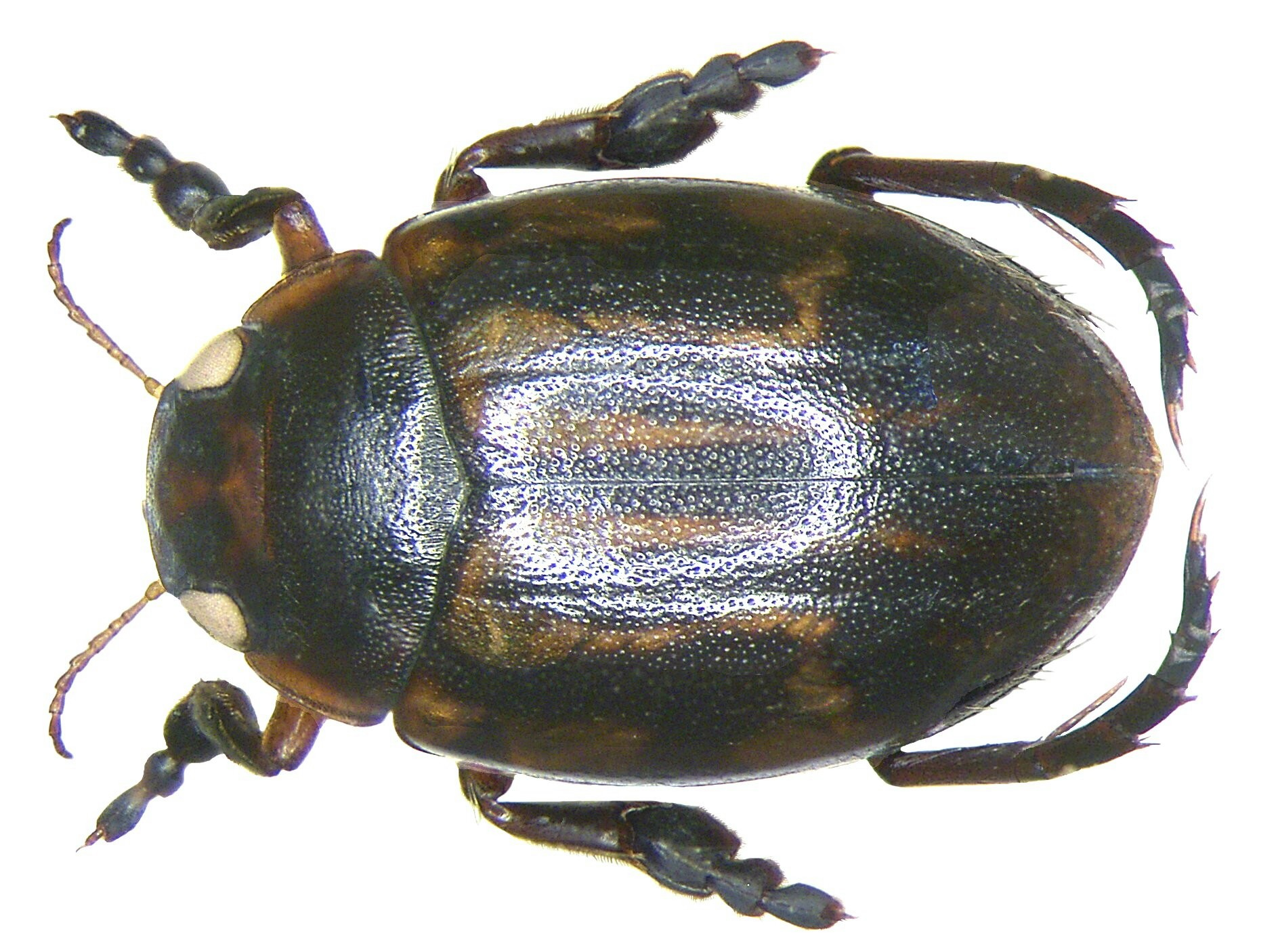